# 황학 (명나라)
황학(黃鶴)는 명나라 중기의 정치인이었다. 자(字)는 명고(鳴臯)이다. 하남성(河南省) 개봉부(開封府) 기현(杞縣) 출신이다.

## 가족 관계[1]
- 증조부: 황지(黃志)
- 조부: 황명(黃銘)
- 아버지: 황정좌(黃廷佐)
- 어머니: 손씨(孫氏)